# Roy Goossens
Roy Goossens (Brunssum, 25 augustus 1992) is een Nederlands voetballer die doorgaans speelt als centrale verdediger. In februari 2022 verruilde hij EHC voor RKVV Vaesrade.

## Carrière
Goossens zette zijn eerste schreden in het voetbal bij Limburgia, van waaruit club Roda JC hem opnam in de jeugdopleiding. In 2011 werd zijn contract niet verlengd en Fortuna Sittard nam hem over. Hiervoor debuteerde Goossens op 28 oktober 2011 in de Eerste divisie, tegen Almere City (0–0) . Dat duel mocht hij invallen voor aanvaller Danny Hoesen. Zijn tweede wedstrijd was tegen FC Eindhoven. In die met 0–1 verloren wedstrijd verving hij Timothy Dreesen. Na het aflopen van zijn verbintenis in de zomer van 2013 vertrok Goossens bij de club en sloot hij zich aan bij Groene Ster. Na een jaar werd Chevremont zijn nieuwe club. In 2016 verkaste Goossens naar het Belgische Beringen en een jaar later naar Minor. Na drie seizoenen bij Minor ging Goossens voor EHC spelen. Hij vertrok hier in februari 2022 om voor RKVV Vaesrade te gaan spelen. Vanwege KNVB-regels moest hij eerst een half seizoen in het tweede elftal spelen, voor hij zich bij het eerste mocht aansluiten.

## Clubstatistieken
| Seizoen | Club            | Competitie     | Competitie | Competitie | Beker | Beker | Internationaal | Internationaal | Totaal | Totaal |
| Seizoen | Club            | Competitie     | Wed.       | Dlp.       | Wed.  | Dlp.  | Wed.           | Dlp.           | Wed.   | Dlp.   |
| ------- | --------------- | -------------- | ---------- | ---------- | ----- | ----- | -------------- | -------------- | ------ | ------ |
| 2011/12 | Fortuna Sittard | Eerste divisie | 2          | 0          | 0     | 0     | —              | —              | 2      | 0      |
| Totaal  | Totaal          | Totaal         | 2          | 0          | 0     | 0     | 0              | 0              | 2      | 0      |